# Instanotron 3000
Instanotron 3000 er en dansk eksperimentalfilm fra 2000 med instruktion og manuskript af Thomas Pors.

## Handling
En ny verden... Bare ved et tryk på en knap.